# Franco Arizala
Franco Faustino Arizala Hurtado (sinh ngày 4 tháng 6 năm 1986) là một tiền đạo bóng đá người Colombia thi đấu cho Atlético Bucaramanga. He also holds Mexican citizenship.

## Danh hiệu
León
- Liga MX (2): Apertura 2013, Clausura 2014